# Avril 1899

## Événements
- Somalie : Sayyid Mohammed, « le Mollah fou », se proclame Mahdi et déclare la guerre sainte aux Britanniques et aux Somalis restés fidèles à la Kadriya. Pendant 21 ans, il tient en échec les armées éthiopiennes, italiennes et britannique et mène une guerre sanglante et sans merci. La rébellion ne pourra être réduite qu’après sa mort à Imi de la grippe espagnole, en 1920.
- Accord Scott-Muraviev. La Russie obtient de la Grande-Bretagne de ne pas construire de chemins de fer, ni d’aider à un quelconque projet dans la région frontalière russo-chinoise.

- 6 avril : course automobile Pau-Bayonne-Pau. Georges Lemaitre s’impose sur une Peugeot. (7 concurrents).
- 28 avril : course automobile en Italie entre Limone, Cuneo et Turin réservée aux pilotes français (8 concurrents). De Gras s’impose sur une Peugeot.
- 29 avril : à Achères, Camille Jenatzy établit un nouveau record de vitesse terrestre sur la Jamais Contente : 105,88 km/h, premier record au-dessus de 100 km/h.
- 30 avril : course automobile en Italie entre Turin, Pinerolo, Avigliana et Turin (20 concurrents). De Gras s’impose sur une Peugeot.

## Naissances
- 1er avril : Jean Macnamara, médecin et scientifique australienne († 13 octobre 1968).
- 13 avril : Alfred Schütz, philosophe austro-américain († 20 mai 1959).
- 17 avril : Gérard Debaets, coureur cycliste belge naturalisé américain († 27 avril 1959).
- 22 avril : Vladimir Nabokov, écrivain américain († 2 juillet 1977).

## Décès
- 11 avril : Monier Monier-Williams, linguiste anglais (° 12 novembre 1819).
- 12 avril : Henry Becque, dramaturge français (° 1837).
- 19 avril : Jules Pecher, peintre et sculpteur belge (° 4 janvier 1830).
- 29 avril : George Frederick Baird, homme politique fédéral provenant du Nouveau-Brunswick.